# Pirbright Camp
Pirbright Camp – osada w Anglii, w Surrey. Leży 7,9 km od miasta Woking, 10,2 km od miasta Guildford i 46,6 km od Londynu. W 2001 miejscowość liczyła 2593 mieszkańców.